# Младен Пантић
Младен Пантић (Београд, 31. јул 1982) бивши је српски кошаркаш. Играо је на позицији центра.

## Каријера
Кошарком је почео да се бави у кошаркашком клубу Котеж. За њих је наступао све до 1999. године, када је прешао у јуниорску екипу ФМП Железника. Са њима је и почео своју сениорску каријеру, али је касније био на позајмицама у Лавовима и Атласу. Са ФМП-ом је освојио два национална купа и Јадранску лигу 2006. године. Касније је током каријере променио доста клубова, како у Србији тако и у иностранству.
Пантић је био репрезентативац Србије. Био је члан селекције која је на Универзијади 2003. године, одржаној у Јужној Кореји, освојила златну медаљу.
У августу 2021. потписао је за Чачак 94, у коме се задржао три сезоне. Играчку каријеру завршио је у априлу 2024. године. Последњи наступ забележио је у 30. колу Кошаркашке лиге Србије 2023/24, на утакмици између Чачка 94 и Динамика. Чачак 94 је у његову част повукао из употребе дрес са бројем 18.

## Успеси

### Клупски
- ФМП:
  - Јадранска лига (1): 2005/06.
  - Куп Радивоја Кораћа (2): 2005, 2007.
- АЛБА Берлин:
  - Првенство Немачке (1): 2007/08.

### Репрезентативни
- Универзијада:  2003.